# Porto Seguro
Porto Seguro – miasto w Brazylii, w stanie Bahia. W 2008 liczyło 153 800 mieszkańców.

## Znaczenie historyczne
Terra de Vera Cruz, czyli obecna Brazylia została odkryta 22 kwietnia 1500 roku przez portugalskiego żeglarza Pedro Álvares Cabrala. Pierwszą ziemią, którą z morza zobaczyła załoga tego odkrywcy, były wzgórza Monte Pascoal.
Obecne Porto Seguro („bezpieczny port”) było miejscem gdzie Portugalczycy zeszli na ląd. Cabral na mocy traktatu z Tordesillas z roku 1494, który dzielił Nowy Świat pomiędzy Hiszpanię i Portugalię ogłosił wtedy to wybrzeże częścią Portugalii.